# Pilot (Ted Lasso)
"Pilot" es el primer episodio de la serie de televisión de comedia dramática deportiva Ted Lasso, basada en el personaje creado e interpretado por Jason Sudeikis para la promoción de las transmisiones de NBC Sports de la Premier League. El episodio fue escrito por Sudeikis y Bill Lawrence a partir de una historia de Sudeikis, Lawrence, Brendan Hunt y Joe Kelly, y dirigido por Tom Marshall. Fue estrenado en  Apple TV+ el 14 de agosto de 2020, junto con los dos episodios siguientes.
El episodio presenta a Ted Lasso, un entrenador de fútbol americano universitario, que es reclutado inesperadamente para entrenar a un equipo de la Premier League, AFC Richmond, a pesar de no tener experiencia como entrenador de fútbol. La dueña del equipo, Rebecca Welton, contrata a Lasso con la esperanza de que fracase como medio para vengarse del dueño anterior del equipo, su exmarido infiel. El episodio sirve para presentar a todos los personajes y establecer sus arcos argumentales.
El estreno de la serie recibió críticas generalmente positivas de los críticos, quienes elogiaron la actuación, el humor y el tono edificante de Sudeikis. Por su actuación en el episodio, Jason Sudeikis ganó el premio al Mejor Actor Principal en una Serie de Comedia en la 73ª edición de los Premios Primetime Emmy. Además, el episodio recibió una nominación a Mejor Escritura para una Serie de Comedia.

## Trama
Rebecca Welton (Hannah Waddingham) ha adquirido la propiedad del equipo de fútbol de la Premier League Inglesa, AFC Richmond, tras un acuerdo de divorcio con su exmarido, Rupert Mannion. Debido a que Rupert la engaña constantemente, ella planea arruinar el club, que era uno de los activos más queridos de Rupert. Despide al actual entrenador y nombra al estadounidense Theodore "Ted" Lasso (Jason Sudeikis) como nuevo entrenador.
Ted es entrenador de fútbol americano universitario, cuyo principal logro es haber llevado a los Wichita State Shockers a ganar el campeonato estatal, pero carece de cualquier tipo de experiencia en el fútbol. Al llegar a Richmond, Londres, lo acompaña su asistente, Beard (Brendan Hunt). Conocen al utilero Nathan Shelley (Nick Mohammed), quien les presenta a Rebecca. Durante la conferencia de prensa de presentación, Ted da una mala impresión a los periodistas y a los hinchas, al mostrar su falta de conocimiento sobre el fútbol. Ted también conoce a algunos de los jugadores del equipo: el impetuoso y veterano mediocampista Roy Kent (Brett Goldstein), el arrogante delantero Jamie Tartt (Phil Dunster) y el lateral derecho proveniente de Nigeria Sam Obisanya (Toheeb Jimoh).
Ninguno de los jugadores del club tiene confianza en Ted, y Roy se refiere a él como Ronald McDonald. Solo en el vestuario, conoce a la novia de Jamie, Keeley Jones (Juno Temple), quien le ayuda a poner un cartel con la frase "Creer" (Believe, en idioma original). Cuando Ted se va por la noche, Rebecca le confía a su director de operaciones de fútbol, Leslie Higgins (Jeremy Swift), sus intenciones, y también le recuerda que él permitió que Rupert la engañara con diversas mujeres. Al llegar a su apartamento, Ted habla con su hijo por teléfono. Luego habla con su esposa, y la conversación revela que ella pidió espacio debido a su relación tensa. La conversación le quita el sueño por la noche.

## Desarrollo

### Producción
El personaje de Ted Lasso apareció por primera vez en 2013 como parte de la promoción de NBC Sports de su cobertura de la Premier League, interpretado por Jason Sudeikis. En octubre de 2019, Apple TV+ dio un encargo a una serie centrada en el personaje, con Sudeikis retomando su papel y coescribiendo el episodio con el productor ejecutivo Bill Lawrence. Sudeikis y sus colaboradores Brendan Hunt y Joe Kelly comenzaron a trabajar en un proyecto alrededor de 2015, que evolucionó aún más cuando Lawrence se unió a la serie. El episodio fue dirigido por el productor ejecutivo Tom Marshall y escrito por los creadores de la serie Jason Sudeikis y Bill Lawrence a partir de una historia de Sudeikis, Lawrence, Brendan Hunt y Joe Kelly.

## Reseñas críticas

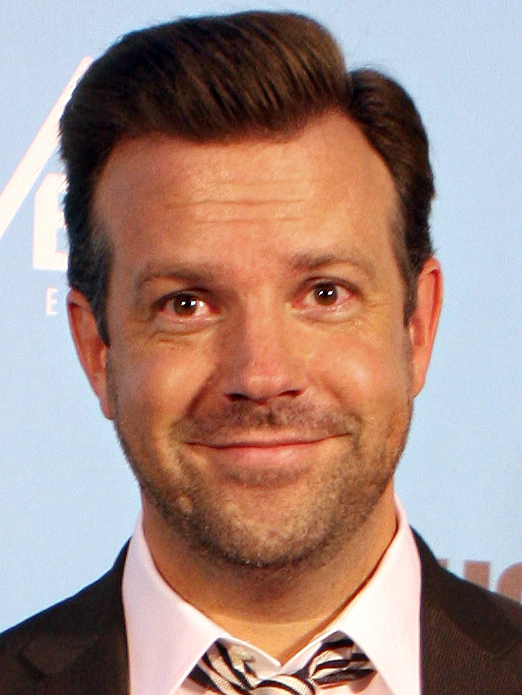
La actuación de Jason Sudeikis en el episodio recibió elogios de la crítica. Sudeikis ganaría el premio Primetime Emmy al mejor actor principal en una serie de comedia por este episodio.

El estreno recibió críticas positivas de la crítica. Gissane Sophia de Marvelous Geeks Media escribió: "Desde el principio se nos muestra cuánto ha pesado el divorcio sobre Rebecca, y se nos muestra cuánto está hiriendo este espacio de su esposa a Ted. Se nos muestra que Roy Kent alberga mucho más. de lo que deja entrever, y se nos muestra que hay un gran potencial que nadie le ha permitido a Nate explorar. Y como piloto, promete que esto es sólo el comienzo de las posibilidades".

### Premios y reconocimientos
Jason Sudeikis fue nominado por el episodio al premio Primetime Emmy como actor principal destacado en una serie de comedia en la 73.ª edición de los premios Primetime Emmy. Más tarde ganaría el premio, obteniendo su primer premio Emmy.
Sudeikis también fue nominado junto a Lawrence, Hunt y Kelly por Mejor Escritura para una Serie de Comedia, perdiendo ante Hacks por el episodio "There Is No Line". También fueron nominados a Comedia Episódica en la 73ª edición de los premios del Writers Guild of America, perdiendo ante The Great por el episodio The Great.